# Moniga del Garda
Moniga del Garda (lombardul: Munìga del Gàrda) település Olaszországban, Lombardia régióban, Brescia megyében. Lakosainak száma 2614 fő (2023. január 1.). Moniga del Garda Bardolino, Padenghe sul Garda, Soiano del Lago és Manerba del Garda községekkel határos.

## Népesség
A település lakossága az elmúlt években az alábbi módon változott:
| Lakosok száma | 2544 | 2575 | 2614 |
|               | 2017 | 2018 | 2023 |